# آرش (کمون)
آرش (به فرانسوی: Aresches) یک کمون در فرانسه است که در بخش لون-لو-سونیه واقع شده‌است. آرش ۴٫۷۶ کیلومتر مربع مساحت دارد.